# Mandoul
Le Mandoul est une des 23 régions du Tchad dont le chef-lieu est Koumra. Elle correspond à une partie de l'ancienne préfecture du Moyen-Chari (sous-préfectures de Koumra et Moïssala).

## Situation
La région est située au sud du pays, elle est frontalière de la République centrafricaine
|                 | Tandjilé |             |
| Logone Oriental | Mandoul  | Moyen-Chari |
|                 | Ouham    |             |

## Subdivisions
La région du Mandoul est divisée en trois (03) départements :
| Département        | Chef-lieu | Sous-préfectures                                           |
| ------------------ | --------- | ---------------------------------------------------------- |
| Mandoul Occidental | Bédjondo  | Bédjondo, Bébopen, Békamba, Peni                           |
| Mandoul Oriental   | Koumra    | Koumra, Bessada, Bédaya, Goundi, Ngangara, Mouroum Goulaye |
| Barh Sara          | Moïssala  | Moïssala, Beboro, Bekourou, Bouna, Dembo                   |

La Moula (Dembo)
Goundi (Goundi)
Taralnass( Peni)

## Démographie
La population de la région était de 637 086 habitants en 2009.
Les groupes ethnico-linguistiques principaux sont les Sar (Madjingaye), les Mbaï, les Nar et les Daï. À ces groupes, ajoutons aussi les Toumak de Goundi (situé à 60 km au Nord de Koumra en passant par les villages Sar Madjingaye Bégué, Ngabolo et Ndangtori, limité au Nord par Kouno et Ndam à 56 km, à l'Est par Sarh à 120 km et à l'Ouest par Laï à 136 km), qui ont joué un rôle important dans l'histoire de cette région avant, pendant et après l'arrivée des colons au Tchad. Les Toumak sont une ethnie qui parle une langue différente du sara. Leur langue appelée toumagueun s'apparente à celles des Niellims, des Ndam, des Tounia, des Somraï, des Boa...La population toumak est estimée à 90.000 habitants.

## Économie
Cultures vivrières, coton.

## Administration
Liste des administrateurs :
Préfets du Mandoul (1998-2002)
- 1998 : ..

Gouverneurs du Mandoul (depuis 2002)
- 2002 : ..
- 29 juin 2007 : Bayanan Gossingar
- 27 février 2008 : Ngaro Amadou Ahidjo
- juin 2018: Lucie Béassemda

## Politique
Liste des députés : Elise Loum Ndoadoumngué, Ndodi Kemtobaye

## Transport
Présence d'un aéroport près de Koumra.